# DeSoto Powermaster
Der DeSoto Powermaster war ein PKW, den Chrysler unter der Automarke DeSoto in den Modelljahren 1953 und 1954 anbot. Der Wagen wurde an DeSotos 25. Firmengeburtstag vorgestellt und ersetzte sowohl das Einstiegsmodell DeSoto Deluxe als auch den besser ausgestatteten DeSoto Custom.
Der Powermaster war ein großer Wagen, den es als 2- und 4-türige Limousine und als 5-türigen Kombi gab. Angetrieben wurden die Fahrzeuge von Chryslers Sechszylinder-Reihenmotor mit 4038 cm³ Hubraum. In beiden Produktionsjahren wurde auch eine 8-sitzige Limousine mit Klappsitzen angeboten. Den Powermaster gab es auch auf einem längeren Fahrgestell mit 3543 mm Radstand, im Unterschied zur normalen 6-sitzigen Limousine mit 3188 mm Radstand. Eine Version mit langem Fahrgestell wurde auch als Basis für das DeSoto-Taxi genutzt, das man in vielen Hollywood-Filmen von den späten 1930er-Jahren bis zur Mitte der 1950er-Jahre sehen kann.
Die Wagen hatten auch eine gebogene Windschutzscheibe, die die zweiteilige Scheibe früherer Modelle ersetzte. Innenraumheizung, elektrische Uhr, Bremskraftverstärker, Servolenkung und Weißwandreifen gab es auf Wunsch gegen Aufpreis.
Wegen des Koreakrieges hatten die Powermaster, die zu Anfang des Modelljahres 1953 entstanden, nur minimalen Chromschmuck; als die Einschränkungen in der Materialbeschaffung aufgehoben wurden, gab es auch eine bessere Ausstattung.
Die kanadischen Chrysler-Werke bauten den Powermaster als 4-türige Limousine und 2-türiges Hardtop-Coupé, das allerdings in den USA nicht angeboten wurde. In Kanada kam auch Chryslers Reihensechszylinder mit 4263 cm³ und stehenden Ventilen zum Einsatz, der zuerst 1952 im Chrysler Windsor erschien.
Der Powermaster wurde Ende des Modelljahres 1954 eingestellt, als DeSoto sämtliche Modelle auf V8-Motoren umstellte.

## Quelle
- Gunnell, John (Herausgeber): The Standard Catalog of American Cars 1946–1975, Kraus Publications (1987), ISBN 0-87341-096-3